# ポルトランドセメント
ポルトランドセメント（Portland cement）は、モルタルやコンクリートの原料として使用されるセメントの種類の一つ。最も一般的なセメントである。

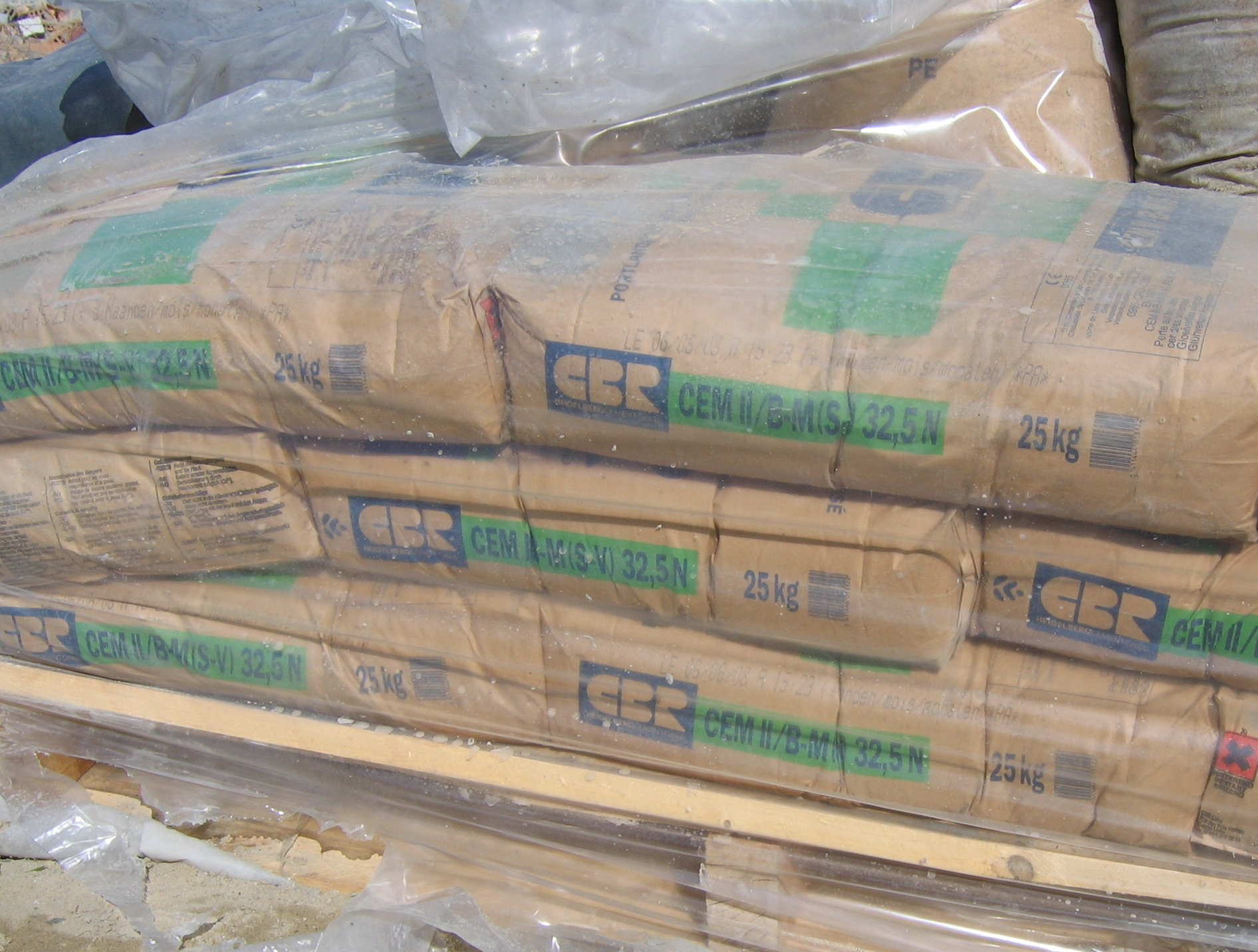
PС

## 発明
「ポルトランドセメント」という名称のセメントを発明したのは、イギリス・リーズの煉瓦積み職人のジョセフ・アスプディンであるとされている。1824年10月21日付特許第5022号に「ポルトランドセメント」という名称が初めて見られる。「Portland」を付したのは、硬化した後の風合いが ポートランド島で採れるポートランド石に似ているからであった。
日本では、官営深川セメント製造所において1875年（明治8年）に当時工部省技術官だった宇都宮三郎が国産ポルトランドセメントの製造に成功している。

## 組成
ポルトランドセメントを構成する主な物質は、ケイ酸三カルシウム（略称はエーライトで組成は3CaO・SiO2）、ケイ酸二カルシウム（略称はビーライトで組成は2CaO・SiO2）、カルシウムアルミネート（略称はアルミネートで組成は3CaO・Al2O3）、カルシウムアルミノフェライト（略称はフェライトで組成は4CaO・Al2O3・Fe2O3）、硫酸カルシウム（一般名称は石膏で組成はCaSO4・2H2O）である。このうちエーライト・ビーライト・アルミネート・フェライトは「クリンカー」と称する中間製品として製造される。このクリンカーの主要化学成分は、酸化カルシウム (CaO)、二酸化ケイ素 (SiO2)、酸化アルミニウム (Al2O3)、酸化鉄(III) (Fe2O3) である。
ポルトランドセメントは天然の原料・燃料を使用するので、実際には上記化合物は純粋なものではなく、少量成分を固溶している。そこで、クリンカー中の化合物は「クリンカー鉱物」と呼ばれている。中間製品のクリンカーに適量の石膏を混合・粉砕して商品としてのセメントが製造される。
エーライトとビーライトはいずれもケイ酸塩であるから、両者をまとめて「シリケート相」と称する。また、アルミネートとフェライトはクリンカー中でシリケート相の間隙部に存在するため、まとめて「間隙相」と称する。
それぞれのクリンカー鉱物は、水和反応速度、強さの発現性、水和熱などの性質が異なる。このような性質の異なるクリンカー鉱物の組成を変化させ、さらに、石膏の添加量、セメントの粉末度（比表面積値）などを変化させることによって、物性の異なる種々のポルトランドセメントを製造することができる。
各々のクリンカー鉱物は、以下の性質を有する。
エーライト(C3S)
中等度の水和速度を有し、初期・長期の強さ発現性に優れる。水和物は中等度の化学的抵抗性と乾燥収縮を有する。
ビーライト(C2S)
水和速度が遅く、初期強さの発現性に劣るが、長期にわたり水和を継続するため終局強さには寄与する。水和熱が小さく、化学的抵抗性および乾燥収縮性状にも優れる。
アルミネート(C3A)
水和速度が非常に速く、初期の強さに寄与するが、長期強さへの寄与は小さい。水和熱が大きく、化学的抵抗性および乾燥収縮性状にも劣り、ビーライトとは対照的な性質を持つ。
フェライト(C4AF)
水和速度、強さ、水和熱、化学的抵抗性、乾燥収縮性状のいずれにおいても中等度であり、他の3つのクリンカー鉱物に比べると特段の特徴がない。しかし、この鉱物が生成するように設計することにより後述のクリンカーの焼成において、エーライトの生成温度を下げることが可能となっており、セメントの経済性に寄与する役割を果たしている。
クリンカー鉱物の名称に関しては、このようなエピソードが伝えられている。アルフレッド・テルネボーム (Alfred Elis Törnebohm) は1897年にストックホルムで開催された国際材料試験会議にてクリンカーの光学顕微鏡観察の結果を報告し、クリンカーがアリット（エーライト）、ベリット（ビーライト）およびこれらを取り巻く間隙から成ることを初めて報告したとされている。間隙については組織が微細で詳細がわからなかったため、セリット（シーライト）とされた。これらは、アルファベット"A"、"B"、"C"と鉱物名であることを表す接尾語"-lite"を組み合わせただけの単純なルールで命名された。
ある化学組成を有するクリンカー中に存在するクリンカー鉱物の理論組成（ポテンシャル）は、1920年代にロバート・ボーグ (Robert Herman Bogue) により考案されたBogue式によって求めることができる。Bogue式では与えられたクリンカーの化学組成における化学量論組成のクリンカー鉱物および無水石膏の生成反応の平衡状態を仮定する。無水石膏の生成を仮定するのは、クリンカー焼成の際に用いる燃料（主に石炭）に由来する三酸化硫黄 (SO3) が少量存在するためである。
実際の商業クリンカーは完全な平衡状態に達しておらず、少量（1%以下）の未反応の遊離酸化カルシウム（フリーライム、f.CaO）を含有している。また、原料に由来する少量成分はクリンカー鉱物に固溶し、あるいは上記とは異なる鉱物を生成する。例えば、SO3は通常の含有量（1%以下）であれば無水石膏ではなくアルカリ硫酸塩を生成する。そのため、実際のクリンカー鉱物組成はBogue式により求まるものとは異なると考えられている。しかし、クリンカーの化学組成を代入するだけで簡便に鉱物組成を求められる利点は他の定量方法には代え難い。そこで、各国の国家規格等では品質を担保するためにBogue式により得られる特定のクリンカー鉱物量に上限または下限を規定している場合がある。
クリンカーに石膏を添加してポルトランドセメントとするのは、アルミネートと水との反応を抑制するためである。石膏を添加しないクリンカー粉末では、アルミネート単独での水和により急結または瞬結が生じる。ポルトランドセメントが発明された当時はセメントに石膏を添加していなかったため、製造後にセメントを意図的に風化させてこの反応を抑制していた。セメントに石膏を添加すると、接水によりアルミネート粒子表面に水和物の一種であるエトリンガイトが生成し、アルミネート単独での水和反応が阻害される。このようにして、フレッシュなコンクリートはプラスティックな状態（可塑性）を保つことができる。

## 製造工程
現在の日本国内のセメント工場は、すべて乾式サスペンションプレヒーター付ロータリーキルン（回転窯）方式でポルトランドセメントを製造している。この方式は現在世界で最も熱効率・生産性に優れたものである。他の歴史的な製造方式としては、竪窯方式、湿式ロータリーキルン方式などがある。世界的に見ればこれらの既にあまり効率的でない製造方式もなお健在であるが、以下では日本国内の製造方式に絞って工程を記述する。
ポルトランドセメントの製造工程は 原料工程、焼成工程、仕上工程の三つに大きく区分される。

### 原料工程
クリンカーの主原料は、石灰石、粘土、珪石、鉄原料である。これらを乾燥し、焼成後に目的の化学成分のクリンカーが得られるよう混合・粉砕するのが原料工程である。
通常、乾燥が必要なのは粘土に限定され、他の原料はドライヤーを通過しない。ドライヤーの後段で粘土以外の原料が所定の割合で合流し、原料ミルに入る。原料ミル（ボールミル）で混合・粉砕された原料はブレンディングサイロに入る。ブレンディングサイロは複数あり、異なる時間帯に調合した原料を仮貯蔵する。最後に、これらの異なる時間帯に調合した原料どうしを再度混合して化学組成の最終的な調合を行い、ストレージサイロに貯蔵する。
主要原料はクリンカーの主要成分を高濃度で含有しているのに対し、クリンカーの主要成分の濃度は主要原料のそれよりも低い。つまり、セメント工業は原料を適度に混合し「純度を下げる」プロセスである。この点は、石油化学工業、金属製錬工業など多くの化学工業が「純度を上げる」プロセスであるのとは対照的である。
原料の化学成分の管理には、「モジュラス」と呼ばれる通常三つで1組の指標を使用する。製造しようとするセメントの品種（物性）および生産性を考慮して目標モジュラスを設定し、これを維持するよう原料の化学成分を管理する。モジュラスはセメントメーカーによっては「（化学）係数値」、「諸率」などとも呼ばれる。モジュラスが3つで1組となって運用されているのは、主要原料が4つであるからである。モジュラスの3つの条件と「焼成後の質量が合計で1トンとなる」ことを条件とすれば、四元連立方程式の解として原料原単位を決定できる。日本のセメント工場では水硬率 (Hydraulic Module、HM=CaO/(SiO2+Al2O3+Fe2O3)、単位はmass%（以下同じ）)、ケイ酸率 (Silica Module、SM=SiO2/(Al2O3+Fe2O3)) および鉄率 (Iron Module、IM=Al2O3/Fe2O3) が主に用いられている。
水硬率HMはモジュラスの中で最も重視される指標である。HMが大きいほどクリンカー中の酸化カルシウム量およびエーライト量が多くなる。そのため強度の発現性は高まるが、一方で焼成反応性が低下する。クリンカーの焼成反応性が低下すると燃料原単位が増大し、製造コストの増大につながる。また、クリンカー中にはフリーライムが未反応のまま残存するようになる。現在の日本国内の普通セメントのクリンカーのHMは2.0 - 2.2である。
ケイ酸率SMが大きいと焼成を円滑に進めるために必要なクリンカー融液（焼成工程の項で詳述する）の量が少なくなり、焼成温度は高くなりがちである。その結果、焼成設備を損傷し易くなる。しかし、クリンカー中の二酸化ケイ素量が増しビーライトに富むクリンカーとなるので、低発熱性で長期材齢での強さに優れたセメントが製造できる。一方、SMが小さすぎると融液量が多くなるので、キルン内壁のコーティング量の増加による原料の閉塞（コーティングトラブル）の懸念がある。現在の国内の普通セメントクリンカーのSMは2.4 - 2.8である。
鉄率IMが大きいと酸化アルミニウム量が増えてアルミネート量が増加するため、初期材齢での強さの発現性が高まるが、化学抵抗性の低いセメントとなる。現在の国内の普通セメントクリンカーのIMは1.9 - 2.1である。
石灰飽和度 (Lime Saturation Degree または Lime Saturation Factor、LSD=100CaO/(2.80SiO2+1.18Al2O3+0.65Fe2O3)) はHMの代わりに用いることがある。二酸化ケイ素・酸化アルミニウム・酸化鉄と結合できる最大の酸化カルシウム量を1.0とする指標である。日本国内の普通セメントクリンカーでの標準的な値は0.92 - 0.96である。LSDが1.0を超える場合、焼成温度を高くしても焼成時間を長くしてもフリーライムが残る。また、品位の低い石灰石を使用するセメント工場では、酸化マグネシウム量も考慮して石灰飽和度を管理することがある。
活動係数 (Activity Index、AI=SiO2/Al2O3) はSMと同様の指標である。現在の日本国内の普通セメントクリンカーでの標準的な値は3.8 - 4.2である。
LSD以外の指標は、R.H.Bogueによる鉱物組成のポテンシャル計算が考案される以前からセメントの製造に用いられており、現在に至っている。

### 焼成工程
焼成工程では調合原料を焼成しクリンカーを製造する。石灰石、ケイ石、粘土および鉄原料の混合物は化学反応を起こし、水硬性を有するクリンカー鉱物に変化する。焼成工程では熱効率を高めつつ焼成反応を完結させる（クリンカー中のフリーライム量を少なくする）ことに注意が払われる。
原料の加熱方式には、サスペンションプレヒーター (SP) 方式またはニューサスペンションプレヒーター (NSP) 方式と呼ばれる2種類がある。前者では4段ないし5段のサイクロンを上下に連結し、ロータリーキルンのバーナーから供給される燃焼排ガスにより原料を予熱する。後者ではキルンのメインバーナーだけでなくSP最下段部にもか焼炉があり、ここで原料の加熱を積極的に行い石灰石の脱炭酸を促進する。現在、NSP方式は熱効率と生産性に最も優れた加熱方式である。燃料には微粉炭を使用するのが一般的である。
ストレージサイロに貯蔵された原料はプレヒーター上段より投入され、プレヒーター下段（上流側）からの熱風により予熱される。各ステージで熱交換してプレヒーター下段に到達すると1000℃前後で煆焼され、石灰石の脱炭酸が進行する。次にロータリーキルンの最高温部（焼成帯）で1450℃以上の温度で焼成され、ここで原料どうしの最終的な化学反応（クリンカー鉱物の生成反応）が進行する。このとき、焼成物の一部が融液となり造粒が進む結果、塊状のクリンカーとなる。クリンカーはバーナー下を通過するとクリンカークーラーに落ち、直ちに冷却される。
クリンカーの融液はクリンカー鉱物（特にエーライト）の生成反応を促進し、塊状物を形成するために有用である。焼成時の融液の割合は液相度LP（融液量、percentage Liquid Phase）で表現される。適切な液相度は15 - 25%とされている。
焼成後のクリンカーを急冷するのは、ビーライトの常温安定相への転移を防ぐためである。ビーライトにはいくつかの多形がある。高温で安定なα型、α'型、β型は水硬性を有するが、γ型は水硬性を持たない。また、高温型からγ型へ転移する際には「ダスティング」と呼ばれるクリンカーの粉化現象が生じ、クリンカーのハンドリングが困難となる。
クリンカー焼成反応を完結させるために理論的に必要なエネルギーは、原燃料およびクリンカー鉱物組成により異なるが、標準的には400 - 420Mcal/t-cli.と言われている。実際の国内セメント工場における熱量原単位は750Mcal/t-cli.前後となるので、燃焼系統の廃熱を原料工程での乾燥に用いるなど、エネルギー効率の向上が図られている。

### 仕上工程
仕上工程ではセメントの三酸化硫黄量と比表面積値が目標通りとなるようにクリンカーを石膏とともに粉砕し、粉末状のセメントを製造する。石膏に関しては、諸外国では天然石膏を使用する場合が多いが、日本では良質な天然石膏に恵まれないため副産石膏、特に排煙脱硫石膏が使用されている。石膏の種類は二水塩が基本である。
粉砕に用いる設備は粉砕機（ボールミル・仕上ミル）と分級機（セパレーター）である。クリンカーと石膏は粉砕助剤とともに仕上ミルに入って粉砕され、次いでセパレーターに導入される。セパレーターの中では回転翼が回転している。空気流に乗った粗い粒子はこの回転翼により叩き落とされるが、微細粒子はここを通過することができる。回転翼の回転数を制御することにより、所定の粒度で粉砕物を分級できる。このようにして回収された微粉が最終製品のセメントである。粗粉は再び仕上ミル前段に戻される。
ポルトランドセメントには各種混合材を混入した「混合セメント」という種類があるが、これらの混合材は仕上工程でクリンカーおよび石膏とともに混合粉砕または分離粉砕されてセメントに混合される。
セメントの製造に限らず、粉砕という単位操作はエネルギー効率が極めて低い。投入されるエネルギーのうち、実際の粉砕（新しい表面の生成）に寄与する割合（有効粉砕仕事）はわずかに1%以下とも言われる。セメントの粉砕を効率よく行うことは、セメント製造原価低減のために重要である。そのため、現在では粉砕助剤としてジエチレングリコールなどを用いて効率の向上が図られている。
また、粉砕のために投入されたエネルギーの大半は熱に変換される。そのため、製造直後のセメントをそのままセメントサイロに貯蔵すると、サイロ内で二水石膏が脱水しセメントが固結するおそれがある。そこで、製造直後のセメントはセメントクーラーで熱交換してからセメントサイロに貯蔵する。

## 種類
ポルトランドセメントにも、品質・性質によって様々な種類が規定されている。これらの性質は、エーライト・ビーライト・アルミネートおよびフェライトの構成比および粉末度によって調整される。
JISでは 白色ポルトランドセメントを除き JIS R 5210 で規定される。
普通ポルトランドセメント
最も汎用性の高い一般的な「普通のセメント」である。一般的な工事・構造物に使用される。
早強ポルトランドセメント
エーライトの含有率を普通ポルトランドセメントよりも高め、水と接触する面積を増すためセメント粒子を細かく砕いたセメントである。硬化が早く短期間で強い強度となるのが特徴である。硬化・強度発現を急ぐ工事・構造物に使用されるほか、水和熱による発熱が大きいため冬季や寒冷地での工事にも使用される。
超早強ポルトランドセメント
早強ポルトランドセメントよりもさらに短期間で強い強度を発現するセメントである。緊急の補修工事などに使用される。
中庸熱ポルトランドセメント
エーライトとアルミネート相の含有率を低減し、ビーライトの含有率を高めたセメントである。水和熱が低いため、コンクリートの断熱温度の上昇が小さく温度によるコンクリートのひび割れを抑制する。また、ビーライトが多いため長期強度に優れる、アルミネート相が少ないため収縮が小さく化学抵抗性が大きい、という特徴もある。
体積の大きい構造物に使用されるコンクリート（マスコンクリート）が主な用途である。ダムや大規模な橋脚工事で用いられる。
低熱ポルトランドセメント
ビーライトの含有率を中庸熱ポルトランドセメントよりもさらに高めたセメントであり、水和熱がさらに軽減されている。中庸熱ポルトランドセメントと同様に、長期強度に優れる、収縮が小さい、化学抵抗性が大きいという特徴がある。初期強度は低い。マスコンクリートとして使用される。
耐硫酸塩ポルトランドセメント
硫酸塩に対する抵抗性が弱いアルミネート相を極力少なくしたセメントで、化学的耐久性に優れる。海水に接する護岸工事や、温泉地近くの工事で使用される。国内で販売する企業は、UBE三菱セメントのみである。
白色ポルトランドセメント
酸化第二鉄の含有量を低減しポルトランドセメントよりもさらに白色としたセメントである。
混合セメント
ポルトランドセメントに各種混合材を混ぜたセメントである。混合材の種類により、高炉セメント、フライアッシュセメント、シリカセメントといった種類がある。